# Szegezdi Róbert
Szegezdi Róbert (Kecskemét, 1967. június 18. –) magyar színművész.

## Életpályája
1984-1986 között a kecskeméti Garabonciás Stúdióban, 1987-1991 között az Arany János Színház stúdiójában tanult. A színház tagja volt 1991-1994 között. 1994-ben a színművész kamarától kapta meg színész oklevelét. 1995-1997 között a kecskeméti Katona József Színház tagja volt, ahol már szerepelt 1986-1987 között csoportos szereplőként. 1997-2010 között a zalaegerszegi Hevesi Sándor Színház színésze volt. 2010-2012 között szabadúszóként dolgozott. 2012-2014 között a Thália Színház színházban szerepelt. 2014-2018 között ismét szabadúszó. 2018-tól a Szegedi Nemzeti Színház tagja.A színészi munkája mellett rendezéssel is foglalkozik.
Párja Tánczos Adrienn színésznő.

## Fontosabb színházi szerepei
- John Updike – Tasnádi István: Az Eastwicki Boszorkányok (Clyde) – 2016/2017
- John Harold Kander – David Thompson – Norman L. Martin – Fred Ebb – Joe Masteroff: Nercbanda (Jack, Tiszteletes, Ii. Fiatalember, Eddie, Portás, Unokaöcs, Kowalski, Őr) – 2016/2017
- Borisz Akunyin: Sirály (Borisz Alekszejevics Trigorin) – 2016/2017
- Benedek Albert: Rátenyér (Hiteles Péter, Történelemtanár, Akiről Nem Beszélünk, Az Elnök Embere A Központból) – 2015/2016
- Nell Dunn: Gőzben (Bill) – 2015/2016
- Gábor Andor: Dollárpapa (Szereplő) – 2015/2016
- Ljudmila Ulickaja: Orosz Lekvár (Rosztyiszlav, Natalja Ivanovna Idősebb Fia) – 2014/2015
- Hubay Miklós: Ők Tudják, Mi A Szerelem (Adolphe, Estella Veje, Ügyvéd) – 2014/2015
- Fényes Szabolcs – Nóti Károly: Nyitott Ablak (Károly) – 2014/2015
- Forgách András: Legyetek Jók, Ha Tudtok! (Loyolai Ignác) – 2014/2015
- Biljana Srbljanović: Barbelo, Avagy Kutyákról És Gyerekekről (Dragan) – 2013/2014
- Bereményi Géza: Kincsem (Cavaliero, A Jockey Club Elnöke) – 2013/2014
- Déry Tibor – Pós Sándor – Presser Gábor – Adamis Anna: Képzelt Riport Egy Amerikai Pop Fesztiválról (József) – 2013/2014
- Cseh Tamás-Emlékest (Szereplő) – 2012/2013
- Benedek Albert – Benedek Miklós: Bombaüzlet!? (Szereplő) – 2012/2013
- Bacsó Péter: A Tanú (A Fegyőr, Kórus, Kartárs, Rendőr, Testőr, Rab, Borbély, Bíró) – 2012/2013
- Garaczi László: Emke (Rácz Pista, (Rácz Gabi Apja), Oroszlán Gyula, Atus, Muki, Cséri) – 2012/2013
- Oleg Presznyakov – Vlagyimir Presznyakov: Csónak (2. Férfi, A Lays Cég Képviselője, Partner (Színész)) – 2011/2012
- Friedrich Schiller: Don Carlos (Lerma Gróf, A Testőrség Parancsnoka) – 2011/2012
- Forgách András: Léni Vagy Nem Léni (Szereplő) – 2010/2011
- Bereményi Géza: Az Arany Ára (Tulipán) – 2010/2011
- Tasnádi István: Tranzit (Tolókocsis, (Utazó)) – 2007/2008
- Vajda Anikó – Vajda Katalin: Villa Negra (Doktor) – 2007/2008
- William Shakespeare: Iii. Richárd (Iii. Richárd) – 2007/2008
- Háy János: A Gézagyerek (Banda Lajos, Elöregedett Férfi, Munkás A Kőfejtőben) – 2006/2007
- Kurt Weill – Bertolt Brecht: Koldusopera (Kocsma Jenny) – 2006/2007
- Tasnádi István: A Magyar Zombi (Dr. Csudai Buda Szalvátor, (Dr. Juhos)) – 2005/2006
- Luigi Pirandello: Így Van (Ha Így Tetszik) ( Ponza, A Veje) – 2004/2005

## Filmes és televíziós szerepei
- A hídember (2002)
- Szérum (2015)
- Szürke senkik (2016)

## Rendezéseiből
- William Shakespeare: Rómeó és Júlia
- Yasmina Reza: Art!
- Yasmina Reza: Művészet

## Díjai és kitüntetései
- Gábor Miklós-díj (2009)
- Ruszt József-díj (2010)